# Colibrí de Cuvier
El colibrí de Cuvier (Phaeochroa cuvierii) és una espècie d'ocell de la subfamília dels troquilins (Trochilinae) dins la família dels troquílids (Trochilidae) i única espècie del gènere Phaeochroa, si bé ha estat inclòs a Campylopterus. Habita boscos i matolls del vessant mexicà del Carib, des del nord de Chiapas, per Belize, nord-est, centre i sud de Costa Rica, Panamà i zona costanera del nord de Colòmbia.